# Operador genètic (algorisme genètic)
Un operador genètic és un procés utilitzat en els algorismes genètics per mantenir la diversitat genètica.
La variació genètica és necessària per al procés d'evolució. Els operadors genètics utilitzats en els algorismes genètics són anàlegs a aquells que ocorren en el món natural: la selecció equivalent a la supervivència del més apte en el món natural; el creuament (també anomenat recombinació) equivalent a la reproducció sexual o asexual i la mutació equivalent a la mutació biològica.